# Oravská Lesná
Oravská Lesná é um município da Eslováquia, situado no distrito de Námestovo, na região de Žilina. Tem 65,63 km² de área e sua população em 2018 foi estimada em 3.421 habitantes.

## Demografia
| Ano:        | 1994 | 2004   | 2014   | 2024   |
| ----------- | ---- | ------ | ------ | ------ |
| Broj ljudi: | 2944 | 3133   | 3322   | 3449   |
| Razlika:    |      | +6,41% | +6,03% | +3,82% |

| Ano:               | 2023 | 2024   |
| ------------------ | ---- | ------ |
| Número de pessoas: | 3443 | 3449   |
| Diferença:         |      | +0,17% |